# Csiga Sándor
Csiga Sándor (Vác, 1955. június 22. – 2022. április 9. vagy előtte) magyar dalszövegíró, zeneszerző, sárkány- és vitorlázó repülő pilóta.

## Életpályája
Már fiatalon érdekelte a zene. Mindössze négyéves volt, amikor kapott egy tangóharmonikát. 12 évesen beíratták hegedülni tanulni, de neki inkább a korszak új nagyjai – az Illés és az Omega – formálták zenei ízlését és gitározni kezdett, saját készítésű hangszereken. Később, a 70-es évekre billentyűre váltott. Dalszerzőként A zöld, a bíbor és a fekete szövegírójaként vált elsősorban ismertté.
Szolnokon nevelkedett. Később Pestre került,  ahol a Vámos Ilona Szakmunkásképzőben tanult, férfiszabó szeretett volna lenni. De épp a Wesselényi utcai épülettel szemben volt a Volán klubja, ahol az akkor éppen megalakult Locomotiv GT próbált. Összeismerkedésük hatására kezdett először dalszövegeket írni, osztálytársaival. 16 évesen kilépett az iskolából és visszakerült Szolnokra, fizikai munkát végzett. E közben ismerte meg Czapp Józsefet, aki akkor a Faktor együttes zenekarvezetője volt, Losó Lászlót, a P. Mobil énekesét, majd pedig Frenreisz Károlyt, aki meggyőzte, hogy jók a dalszövegei, menjen fel Budapestre. Pályafutása során többek között Máté Péter, Bencsik Sándor és Cserháti István szerző-, alkotótársa is lehetett.
1979-ben a Dinamit, 1980-ban a Pandora’s Box megalakulásánál is ott volt. Később, aktív zenei korszaka után a Hello Magazin főmunkatársaként is a rock műfajának életben tartásáért tevékenykedett.
Apja repülős volt. A szolnoki katonai és a sportreptér között nőtt fel, az édesanyja, nagybátyja és a mostohaapja is repült. 15 évesen tanult meg vitorlázógépet vezetni. Mikor a P.Boxot otthagyta, 1983-ban sárkányrepülő pilóta, nemsokára pedig válogatott kerettag lett. Addigra már megrepülte az ezüstkoszorút több kupán is szép eredményeket ért el. Sok európai és világversenyen vett részt, köztük a légi olimpiaként számon tartott Légi Világjátékokon is Törökországban 1997-ben. 1999-ben egy gerinctörés miatt hagyta abba a versenyzést. Több más repülő jogosítványt is megszerzett (például a kísérleti üzemi vagy berepülőpilóta). Az MRSZ főpilóta helyettes Kerekes László (Guriga) elmondása szerint kitartó, ezért „a sodródó távok királyának” is nevezték, e mellett jó csapatember. Tanítványa Bertók Attila sárkányrepülő világbajnok.
Az 1996-ban a Hármashatár-hegyi repülős bázis megmentésére és fejlesztésére alapított Pilótacentrum Oktató és Szolgáltató Kft. alapító ügyvezető igazgatója.
2009-ben megválasztották a MRSz (Magyar Repülő Szövetség) ellenőrző bizottság elnökévé 5 éves ciklusra, ami 2014 májusában járt le.

### Tagságai
- 1984-től 1999-ig a sárkányrepülő válogatott keret tagja
- 1996-tól[forrás?] a Magyar Repülő Szövetség ellenőrző bizottságának tagja, 2009-től 2014-ig ugyanennek elnöke
- 2000-től az Amatőr Siklórepülők Egyesülése alapító tagja[13]

## Diszkográfia
- Pandora's Box / P. Box
  - Halálkatlan / A bolond – Vinyl, kislemez, Pepita (Hungaroton) 1981

- A bolond[* 2]
  - A zöld, a bíbor és a fekete / Valami rock and roll – Vinyl kislemez, Start (Hungaroton) 1982

-A zöld, a bíbor és a fekete[* 3]
  - P. Box – Vinyl nagylemez, Start (Hungaroton) 1982

-Egérszerenád[* 4]
-Éjféli szekér[* 5]
-Hölgyválasz[* 6]
-Szupergép[* 7]
-A levél[* 8]
-A bolond
- Sirokkó
  - Tükörember – Vinyl kislemez, Start (Hungaroton) 1983

-Tükörember[* 9]
-Ne szólj[* 9]
- Interfolk[20]
  - Madárijesztő / Tábortűz – Vinyl kislemez, Start (Hungaroton) 1983 / Made in Hungary ’82 nagylemez

-Madárijesztő[* 10]
  - Kevés a dal / Komédiás – Vinyl kislemez Pepita (Hungaroton) 1983 / Made in Hungary ’83 nagylemez

-Komédiás[* 10]
- Varga Miklós Band
  - Európa – Vinyl nagylemez, Start (Hungaroton) 1985 / CD, Alexandra Records 2009

-Engedd el magad[* 11]
- Lord
  - Hol A Híd / Holló - Róka – Vinyl kislemez, Start (Hungaroton) 1986

-Szeptember együttes Hol A Híd[* 12]
- Fix
  - Jó vagy nálam, édes – Vinyl kislemez, Start (Hungaroton) 1989

-Vágyak szárnyain
-Altató Rock and Roll
- Ablonczy Mihály
  - Magyarok – szólólemez, Videoart 1990

-Magyarok[* 13]
-Színes álom[* 13]
-Csillagpor[* 13]
-Menekülő angyal[* 13]
-Csak nevess rám[* 13]
-"Tánc-dal"[* 14]
-Mágneslány[* 13]
-Lányok[* 13]
-Hé, ne add fel[* 13]
- Dopping
  - Dopping – MC, Proton 1991[24]

-Tűz vagy
-Valaki még vár rám
-Születésnap
-Világvégi ház[* 15]
-Dzsungeltánc